# Eutimio Zigabeno
Eutimio Zigadeno (in latino Euthymius Zigabenus o Zigadenus o Zygadenus; in greco Εὐθύμιος Ζιγαβηνός? o Ζυγαδηνός; fl. XII secolo) è stato uno scrittore bizantino, monaco e commentatore del XII secolo.

## Biografia
Fu amico dell'imperatore bizantino Alessio I Comneno, per il quale scrisse una lunga opera sulle eresie, Panoplia Dogmatica o Panoplia della Dottrina ("Armatura Completa del Credo"). L'opera spaziava dall'età apostolica fino al bogomilismo del X secolo, ed era la principale fonte storica per quest'ultima setta cristiana. 
Non sono note informazioni biografiche sulla vita di Eutimio. Fu un monaco e visse nel monastero della Vergine Maria vicino a Costantinopoli. Fu favorito sia dall'imperatore che dalla figlia Anna Comnena, che ne esaltò la cultura e la pietà nella sua Alessiade.
Scrisse anche un commento ai Salmi, uno ai quattro vangeli e uno alle lettere di San Paolo, basati principalmente su fonti patristiche. Le opere spurie sotto il suo nome includono una Esposizione del Credo Niceno-Costantinopolitano e il Dialogo con un musulmano.
Morì dopo il 1118.

## La pericope dell'adultera nel Vangelo secondo Giovanni
Bruce Metzger ha affermato che «nessun padre della Chiesa greca prima di Euthymius Zigabenus (dodicesimo secolo) commenta questo passaggio, ed Euthymius dichiara che le copie accurate del Vangelo non lo contengono». Tuttavia, un riferimento, sebbene non al Vangelo di Giovanni, esiste negli scritti di Didimo il Cieco, e ad esso si riferisce, tra gli altri, anche Girolamo. Zigabeno dice: 
(Patrologia Graeca)